# جیکوب بارنت
جیکوب بارنت (انگلیسی: Jacob Barnett؛ زاده ۲۶ مهٔ ۱۹۹۸) یک نابغه آمریکایی در رشته فیزیک است. او از دو سالگی مبتلا به اوتیسم شناسایی شده و توسط والدینش در خانه آموزش داده شده است.
بارنت توانسته در یک سال به درجه کارشناسی ارشد دست یافته و پس از دستیابی به درجه کارشناسی ارشد در سال 2014، اکنون در مقطع دکترا در حال ادامه تحصیل است.